# جد ستير
جد ستير (بالإنجليزية: Jed Steer)‏ مواليد 22 سبتمبر 1992 في نورتش، هو لاعب كرة قدم إنجليزي. يلعب كحارس مرمى. مثّل منتخب إنجلترا لكرة القدم فئة الشباب.

## مرحلة الشباب

### أندية لعب لها
- نورويتش سيتي

## المسيرة الاحترافية

### أندية لعب لها
- نورويتش سيتي
- أستون فيلا

## روابط خارجية
- جد ستير على موقع الاتحاد الأوربي (الإنجليزية)
- جد ستير على موقع قاعدة بيانات كرة القدم.إي يو (الإنجليزية)
- جد ستير على موقع Soccerbase.com (لاعب) (الإنجليزية)
- جد ستير على موقع Soccerway.com (الإنجليزية)
- جد ستير على موقع عالم كرة القدم.نت (الإنجليزية)
- جد ستير على موقع AS.com (الإسبانية)